# Balsas (Brazylia)
Balsas – miasto i gmina w Brazylii leżące w stanie Maranhão. Gmina zajmuje powierzchnię 13 141,733 km². Według danych szacunkowych w 2016 roku miasto liczyło 93 511 mieszkańców. Położone jest około 700 km na południe od stolicy stanu, miasta São Luís, oraz około 1200 km na północ od Brasílii, stolicy kraju. 
W 2014 roku wśród mieszkańców gminy PKB per capita wynosił 32 187,03 reais brazylijskich.